# Dilman
Dilman è un comune dell'Azerbaigian situato nel distretto di Ağsu. Conta una popolazione di 905 abitanti.